# Juan Carlos Ollero
Juan Carlos Ollero Pina, nacido en Melilla el 12 de septiembre de 1948, es un ingeniero español, que fue presidente del Real Betis Balompié entre 2014 y 2016.

## Trayectoria empresarial
Se graduó en Ingeniería industrial en la Escuela de Ingenieros de Sevilla y cursó estudios de administración y dirección de empresas en el Instituto Internacional de San Telmo. A lo largo de su trayectoria profesional ha sido director de investigación y desarrollo de Sadryn, director general de Sadiel, director de empresas del Instituto de Fomento Andaluz, presidente de Sadiel, director general de empresas participadas de Caja San Fernando y Cajasol, y presidente del Club Baloncesto Sevilla -anteriormente Cajasol- entre 2005 y 2013. Entre noviembre de 2014 y noviembre de 2016, fue presidente del Real Betis Balompié.

## Real Betis Balompié
El 28 de marzo de 2014, Miguel Guillén dimitió de su cargo como presidente del Real Betis Balompié, dejando en el cargo en funciones a Manuel Domínguez Platas. Tras el descenso del equipo a Segunda División, y tras un inicio de temporada desastroso, dimitió, sucediéndole Juan Carlos Ollero el 25 de noviembre de 2014. La temporada acabó con el ascenso a Primera División como campeón, lo que brindó a su presidente el respeto de la afición. Dimitió de su cargo el 4 de febrero de 2016.